# تین‌لی (جبراییل)
تین‌لی (ترکی آذربایجانی: Tinli) یک منطقهٔ مسکونی در جمهوری آرتساخ است که در استان هادروت واقع شده‌است.